# Lucio Valerio Flaco (cónsul 152 a. C.)
Lucio Valerio Flaco  fue un político romano del siglo II a. C. perteneciente a la gens Valeria.

## Familia
Flaco fue miembro de los Valerios Flacos, una rama familiar patricia de la gens Valeria. Fue hijo del consular Lucio Valerio Flaco y padre del también cónsul Lucio Valerio Flaco.

## Carrera pública
En el año 163 a. C. ocupó el cargo de edil curul y alcanzó el consulado en el año 152 a. C. Murió durante su año consular.